# Gasteracantha clarki
Gasteracantha clarki là một loài nhện trong họ Araneidae.
Loài này thuộc chi Gasteracantha. Gasteracantha clarki được M. Emerit miêu tả năm 1974.